# Metoda elementelor finite
 

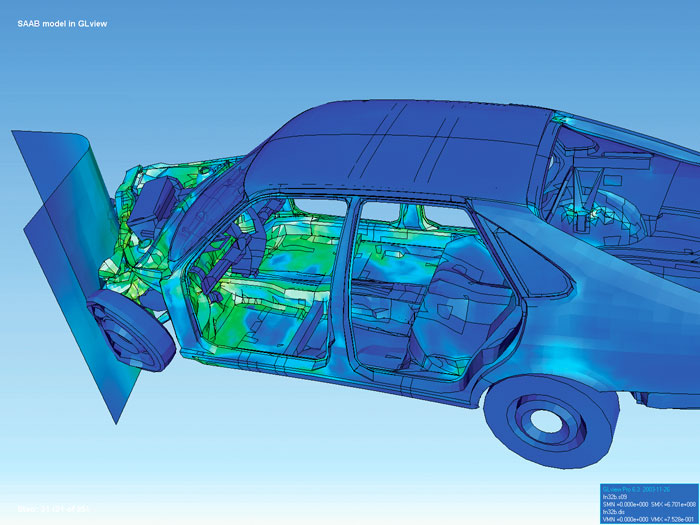
Reprezentarea unui autoturism care se deformează în urma unui impact asimetric utilizând metoda elementelor finite

Metoda elementelor finite (MEF) este o metodă pentru rezolvarea numerică a ecuațiilor diferențiale întâlnite în inginerie și modelarea matematică. Exemple tipice de probleme în tehnică apar în domeniile tradiționale cum ar fi rezistența materialelor, transmiterea căldurii, mecanica fluidelor și electrotehnică.
MEF este o metodă numerică generală pentru rezolvarea ecuațiilor diferențiale parțiale cu două sau trei variabile spațiale. Pentru a rezolva o problemă, MEF împarte un sistem inițial mare într-o mulțime de părți mai mici și mai simple, numite elemente finite. Această procedură se realizează prin discretizarea spațială a domeniului de analizat folosind un algoritm numeric, rezultând o rețea de elemente. Fiecărui element finit din rețea i se aplică ecuațiile algebrice care exprimă legile de conservare adecvate (energie, impuls sau masă), rezultând un sistem de ecuații algebrice liniare. Astfel, un sistem de ecuații diferențiale este aproximat de un sistem de ecuații algebrice liniare, care poate fi rezolvat de calculatoarele actuale cu o precizie ridicată. 